# John F. Hansen
John F. Hansen var en dansk atlet og medlem af Frederiksberg IF. Han vandt det danske meterskab i højdespring tre år i træk fra 1948-1950.

## Danske mesterskaber
- Guld 1950 Højdespring 1,80
- Guld 1949 Højdespring 1,85
- Guld 1948 Højdespring 1,85
- Sølv 1947 Højdespring 1,85
- Sølv 1946 Højdespring 1,85
- Bronze 1945 Højdespring 1,80